# AAC Honey Badger
AAC Honey Badger — штурмова гвинтівка що базується на AR-15. Виготовлена під набій .300 AAC Blackout і спочатку вироблялася Advanced Armament Corporation (AAC). Зброя названа на честь медоїда.

## Історія
У 2013 році AAC почала зосереджувати свої зусилля на виробництві супресорів. «Ми прийняли рішення, що припиняємо виробництво гвинтівок», — заявив Джефф Стілл, директор з аксесуарів і глушників Remington Outdoor Company. «Ми збираємося зосередити всі наші зусилля на глушниках і супутніх аксесуарах». У 2017 році Кевін Бріттінгем заснував нову компанію під назвою «Q, LLC». Разом із глушниками та затворною гвинтівкою власної конструкції, Q також розробила та випустила на ринок покращений Honey Badger.